# Hôtel de la Caisse d'épargne de Saint-Marcellin
L'hôtel de la Caisse d'épargne est un bâtiment du début du XXe siècle situé à Saint-Marcellin, en France. Il a autrefois accueilli un établissement bancaire, pour lequel il a été construit.

## Situation et accès
L'édifice est situé au no 3 avenue Félix-Faure, dans le centre-ville de Saint-Marcellin, et plus largement à l'ouest du département de l'Isère.

## Histoire

### Contexte
Le 8 février 1857, le sous-préfet transmet au conseil municipal de Saint-Marcellin une copie d'une circulaire du ministre de l'Agriculture, du Commerce et des Travaux publics, Eugène Rouher, pour la création d'une institution de caisse d'épargne dans la commune. Elle commence ainsi à fonctionner à l'hôtel de ville, les jours de marchés, de foires et le dimanche matin avant d'être transférée près du faubourg de Vinay.

### Adjudication et fondation
On décide ainsi l'édification d'un hôtel de la Caisse d'épargne. L'adjudication des travaux de construction a lieu le 31 juillet 1910 à l'hôtel de ville, mettant en jeu un montant de 70 510,20 francs. Le nouvel hôtel est ainsi élevé cette même année selon les plans de Joseph Chatrousse, architecte du département (également maître d'œuvre de l'hôtel de ville), associé à Guérard.

### Vente
L'édifice, d'une surface habitable de 800 m2, est revendu vers les années 2020 pour un montant de 525 000 euros.